# Syndesmose
Eine Syndesmose (eingedeutscht von Syndesmosis, von griechisch syn „zusammen“ und desmos „Band“) oder ein Bandhaft ist eine Form eines unechten Gelenks. Beim Bandhaft werden zwei Knochen durch Bindegewebe zusammengehalten. Er gehört damit zu den bindegewebigen Knochenverbindungen (Articulationes fibrosae). Im Gegensatz zu den übrigen bindegewebigen Knochenverbindungen (Sutura, Gomphosis) ist das Bindegewebe flächenhaft ausgebildet, bildet also eine mehr oder weniger breite Membran. Eine Amphiarthrose, im Gegensatz zur Syndesmose, ist dagegen ein echtes Gelenk (eine Diarthrose), das jedoch äußerst straff ist, sodass es keine oder sehr geringe Bewegungen erlaubt.
Bindegewebige Knochenverbindungen kommen am Unterarm, -schenkel und am Sprunggelenk vor. Speiche und Elle sind durch eine Membrana interossea antebrachii, Schien- und Wadenbein durch eine Membrana interossea cruris miteinander verbunden. Im Sprunggelenk tritt eine Syndesmosis tibiofibularis, die aus den Ligamenta tibiofibularia zusammengesetzt ist, auf (siehe auch oberes Sprunggelenk). An den Enden der jeweiligen beiden Knochen gibt es darüber hinaus bei vielen Säugetieren aber auch noch echte Gelenke.
Zu den Bandfugen gehören außerdem:
- Bänder zwischen den Wirbelbogen (z. B. Ligamenta flava)
- Ligamentum stylohyoideum als Aufhängung des Zungenbeins (Os hyoideum) am Griffelfortsatz (Processus styloideus) des Schläfenbeins.